# Фінокіона

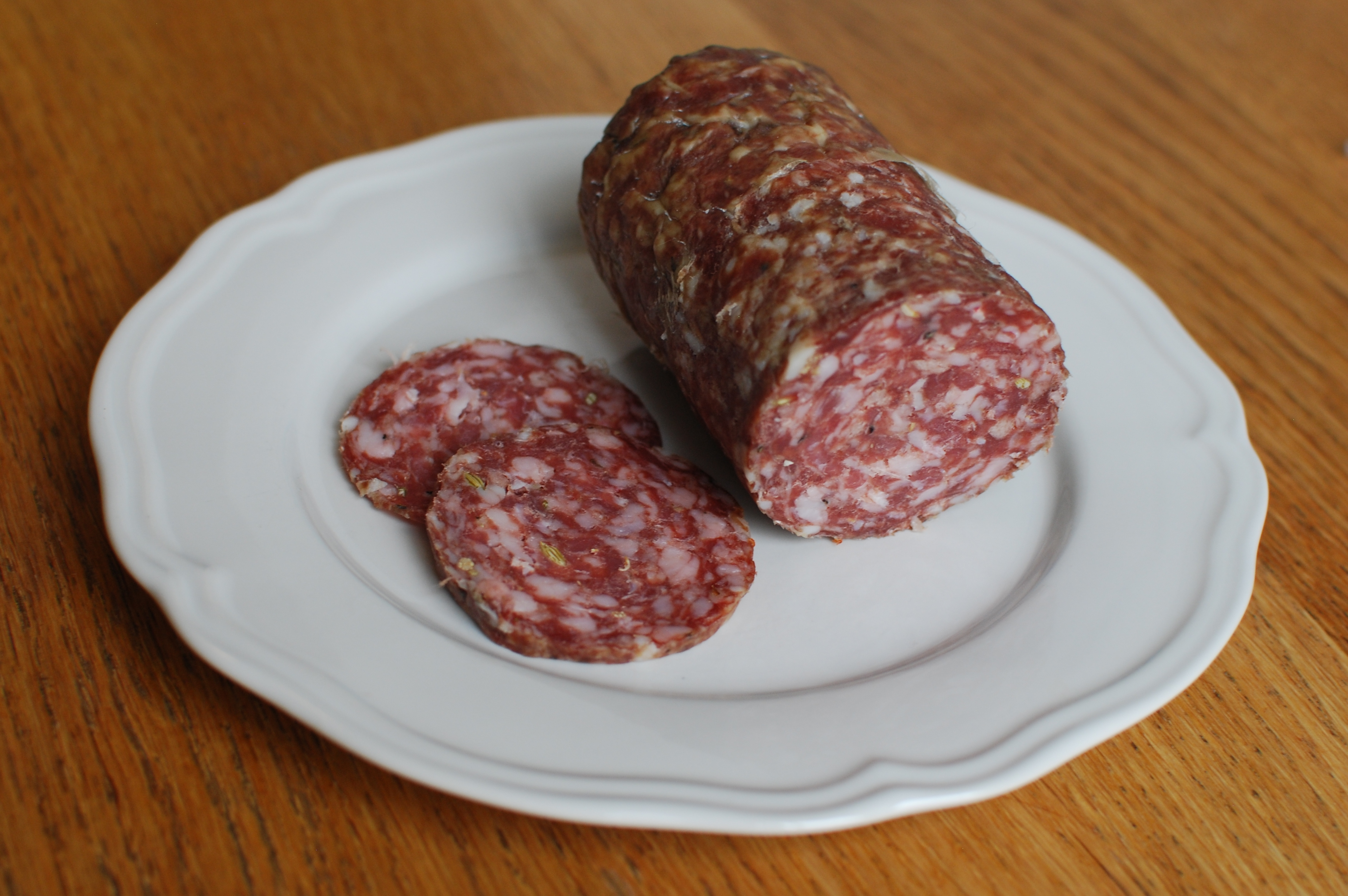
Фінокіона

Фінокіона (італ. Finocchiona) — різновид італійської ковбаси салямі. Назву отримала внаслідок використання у виробництві насіння фенхелю (італ. finocchio).

## Історія
Походження цього різновиду салямі, ймовірно, сягає епохи пізнього середньовіччя або епохи Відродження. Рецепт винайдений у районі Флоренції. 
У 2015 фінокіона отримала категорію IGP (захищена за походженням) як традиційний продукт регіону Тоскана.

## Виробництво
Перевагу віддають м'ясу з черева лопатки або щоковини свині. Від інших видів салямі фінокіона відрізняється наявністю в тісті насіння фенхелю, який тосканці додавали замість дорожчого перцю. Сформовану ковбасу ферментують, а потім сушать не менше п'яти місяців. Існує варіант ковбаси італ. sbriciolona, який готується з м'яса більш грубого помелу і проходить більш коротку сушку (не більше місяця). Цей продукт потрібно нарізати більшими скибочками, ніж звичайну фінокіону, і споживати за допомогою виделки та ножа, оскільки він має тенденцію кришитися .

## Характеристики
Вага та діаметр ковбаси може варіювати в залежності від виробника.

## Вживання
Використовується як закуска, з хлібом та сиром. Також додається у різноманітні страви, зокрема у пасту.